# Ned Luke
Ned Luke (Danville, 4 de octubre de 1958) es un actor y escritor estadounidense conocido por su destacada carrera en el mundo del cine y la televisión, así como por su trabajo en la industria del videojuego. Luke ha participado en una amplia variedad de producciones a lo largo de su carrera, desde películas y series de televisión hasta videojuegos de renombre internacional. Es conocido principalmente por interpretar al personaje Michael de Santa en el videojuego Grand Theft Auto V.

## Primeros años
Ned Luke nació el 4 de octubre de 1958 en Danville, Illinois, hijo de Cindy (de soltera Smith) y Fred Luke.[cita requerida]

## Carrera profesional
Ned Luke comenzó su carrera como locutor en la película Rover Dangerfield interpretando a un perro pastor llamado Raffles junto a Rodney Dangerfield. A lo largo de los años 90 y principios de los 2000, apareció como invitado en varios programas de televisión y en más de 100 comerciales de televisión para marcas como Budweiser, Burger King o Pepsi.
En 2007, decepcionado con la industria del espectáculo y buscando dar a su hijo una experiencia diferente, Luke decidió tomarse un descanso de la actuación y abrió un restaurante en su ciudad natal de Danville junto a su hermano. Después de dos años, decidió volver a la actuación y se mudó con su familia a la ciudad de Nueva York. Aunque inicialmente se resistió a la idea de trabajar en un videojuego, su agente lo convenció para presentarse a la audición para interpretar a uno de los tres personajes principales del videojuego Grand Theft Auto V de Rockstar Games. Finalmente, fue elegido para interpretar a Michael de Santa, uno de los protagonistas del juego, el cual estableció varios récords de ventas y se convirtió en uno de los videojuegos más exitosos de la historia.
Continuó trabajando con Rockstar Games después del lanzamiento de Grand Theft Auto V, proporcionando trabajo de voz no acreditado en el videojuego de 2018 Red Dead Redemption 2. Luke también apareció como estrella invitada en Boardwalk Empire.
Actualmente, cuenta con más de dos millones de seguidores en la red social Tik Tok.

## Vida personal
Luke está casado con su esposa Amy Sax desde 1997. Juntos tienen un hijo.
El 23 de noviembre de 2023, Luke fue atacado durante una transmisión en vivo de Acción de Gracias de Grand Theft Auto Online en su canal de YouTube. Aunque algunos fans acusaron a Rockstar Games de no proteger las direcciones IP de los jugadores, Luke refutó estas acusaciones y atribuyó el incidente a una filtración previa de su información personal en línea.

## Filmografía

### Cine
| Año  | Título              | Papel                       | Notas                    | Ref.   |
| ---- | ------------------- | --------------------------- | ------------------------ | ------ |
| 1984 | The Bear            | Jugador de fútbol americano |                          |        |
| 1991 | Rover Dangerfield   | Raffles                     | Solo voz, papel de apoyo | [ 10 ] |
| 1996 | The Nutty Professor | Obrero                      |                          |        |
| 1997 | On the Line         | Oficial Al                  |                          | [ 11 ] |
| 1999 | Citation of Merit   | Sargento Smith              | Cortometraje             | [ 12 ] |
| 2017 | American Gothic     | Bill                        |                          | [ 13 ] |

### Televisión
| Year           | Título                            | Papel                                 | Notas                                                                        |
| -------------- | --------------------------------- | ------------------------------------- | ---------------------------------------------------------------------------- |
| 1992           | Angel Street                      | Oficial                               | Episodio: "The Blonde in the Pond"                                           |
| 1994           | Guiding Light                     | Sheriff                               | 2 episodios                                                                  |
| 1995           | NYPD Blue                         | Abogado                               | Episodio: "Cold Heaters"                                                     |
| 1996           | Murder One                        | Tío conspiranoico                     | Episodio: "Chapter Eleven"                                                   |
| 1996           | Renegade                          | Andy Warwick                          | Episodio: "The Milk Carton Kid"                                              |
| 1997           | The Burning Zone                  | Oficial Segundo                       | Episodio: "Critical Mass"                                                    |
| 1997           | High Incident                     | Gary Butterworth                      | Episodio: "Remote Control"                                                   |
| 1999           | General Hospital                  | Guardaespaldas                        | 2 episodios                                                                  |
| 1999           | City Guys                         | Lonnie Collins                        | Episodio: "Miracle on 134th Street and Lexington Avenue"                     |
| 2000           | The Pretender                     | David Arnold                          | Episodio: "Junk"                                                             |
| 2000           | JAG                               | Suboficial mayor Bracken              | Episodio: "Drop Zone"                                                        |
| 2000           | The Huntress                      | Detective Ellard                      | Episodio: "The Kid"                                                          |
| 2000           | Diagnosis Murder                  | Timmons                               | Episodio: "The Patient Detective"                                            |
| 2002 2003 2013 | Law & Order: Special Victims Unit | Mr. Wilmont Roger Swanson Mr. Thurber | Temporada 3: "Popular" Temporada 4: "Mercy" Temporada 15: "Surrender Benson" |
| 2004           | Third Watch                       | Ron Connelly                          | Episodio: "Greatest Detectives in the World"                                 |
| 2005           | As the World Turns                | Detective Langstorm                   | 2 episodios                                                                  |
| 2005           | Jonny Zero                        | Oficial Muncie                        | Episodio: "To Serve and to Protect"                                          |
| 2002–2005      | All My Children                   | Jefe de bomberos Investigador privado | 3 episodios                                                                  |
| 2005           | Law & Order                       | Ken Cosgrove                          | Episodio: "New York Minute"                                                  |
| 2009           | Katana                            | Ejecutivo                             | Episodio: "Pilot"                                                            |
| 2013           | Boardwalk Empire                  | Hombre grosero                        | Episodio: "All In"                                                           |
| 2015           | Unfiltered                        | Randolph Wiley                        | Protagonista                                                                 |
| 2024           | Reasonable Doubt                  | Coach Powell                          | Episodio: "This Can't Be Life"                                               |

### Videojuegos
| Año  | Título                | Papel            | Notas                                   | Ref.   |
| ---- | --------------------- | ---------------- | --------------------------------------- | ------ |
| 2013 | Grand Theft Auto V    | Michael De Santa | Voz y captura de movimiento             | [ 14 ] |
| 2018 | Red Dead Redemption 2 | Varios NPC's     | Voz sin estrenar, captura de movimiento | [ 15 ] |

## Premios
| Año  | Trabajo                               | Premio                                                          | Resultado |
| ---- | ------------------------------------- | --------------------------------------------------------------- | --------- |
| 2014 | Grand Theft Auto V (Michael De Santa) | Behind the Voice Actors al mejor reparto vocal en un videojuego | Nominado  |